# 日本ビルド
日本ビルド株式会社は、東京都千代田区に本社を置き、商業不動産開発を手掛けるISホールディングスグループの不動産事業会社である。

## 概要
商業不動産に特化した不動産投資事業・賃貸事業を展開する。自社保有不動産の商業テナントへの賃貸のほか、不動産所有者から建物または土地を一括借り上げし、テナントに転賃貸するマスターリースを事業の柱としている。その際、既存の商業施設についてリノベーション（改築再生）やコンバージョン（施設の用途転換）などの手法により入居率・収益性を高めることを特徴としている。
1984年8月に群馬県高崎市に設立され、その後、1986年に群馬県前橋市に本社を移転、さらに2016年に東京都千代田区丸の内のパシフィックセンチュリープレイス丸の内に本社を移転している。2012年5月にIT事業・金融事業・不動産事業・カーシェアリング事業・ホテル事業・発電事業等を営む各子会社を傘下におさめる株式会社ISホールディングスの100％子会社となった。

## 沿革
- 1984年 8月 - 群馬県高崎市に会社設立
- 1986年 4月 - 群馬県前橋市に移転
- 1995年 5月 - 本社を新築移転（群馬県前橋市）
- 1995年 8月 - 埼玉本部を移転（埼玉県さいたま市）
- 1997年 6月 - 西東京営業所設置（東京都立川市）
- 1999年11月 - 東京営業所設置（東京都港区）
- 2000年 6月 - 西東京営業所を移転（東京都立川市）
- 2002年 7月 - 埼玉本部を新築移転（埼玉県さいたま市）
- 2003年 6月 - 東京営業所を移転（東京都千代田区外神田）、各営業所を東京本部、埼玉支店、西東京支店へ呼称変更
- 2006年 9月 - 東京本部を移転（東京都千代田区神田鍛冶町）
- 2008年 4月 - 埼玉支店を東京本部に統合
- 2012年 5月 - 株式会社ISホールディングスの100％子会社となる
- 2014年 6月 - 東京本部を移転（東京都千代田区丸の内）
- 2015年 1月 - 東京本部を「東京本社」へ名称変更
- 2016年 6月 - 本社所在地を東京都千代田区丸の内に変更

## 事業所
- 本社 - 〒100-6224 東京都千代田区丸の内1-11-1 パシフィックセンチュリープレイス丸の内24階
- 大阪支店 - 〒541-0041 大阪市中央区北浜3-1-14